# Graphiurus surdus
Espèce
Statut de conservation UICN

 DD  : Données insuffisantes
Graphiurus surdus est une espèce de petit rongeur de la famille des Gliridae qui fait partie des loirs africains.